# Avni Akyol
Avni Akyol né en 1931 à Düzce et mort le 30 septembre 1999 à Bolu, est un homme politique turc,.
Diplômé du département de pédagogie de l'Institut d'éducation de Gazi. Fait son master à l'Université d'Ankara sur la planification et la gestion de l'éducation et fait son doctorat aux États-Unis.
Il travaille au ministère de l'éducation nationale comme inspecteur et sous-directeur, ensuite il travaille au ministère des affaires rurales et comme expert à l'organisation de planification d'État, conseiller du ministre de la jeunesse et des sports, plus tard sous-secrétaire d'État et secrétaire d'État au ministère de la jeunesse et des sports (1972-1977). Membre du Conseil de l'enseignement supérieur (1973-1976 et 1986-1987) et chargé de cours de l'Université Hacettepe. Député de Bolu sur la liste de parti de la justice (1977-1980) et ministre de la culture (1977-1980). Membre du parti de la mère patrie. Député d'Istanbul (1987-1991) et de Bolu (1991-1999), président de la commission de l'éducation nationale et de la culture dans la Grande Assemblée nationale de Turquie (1989-1991) et ministre de l'éducation nationale (1989-1991). Il est mort à cause d'une crise cardiaque après les funerailles de son fils (mort du cancer à l'âge de 28 ans).